# Список эпизодов мультсериала «Мстители, общий сбор!»
Мстители, общий сбор! — это анимационный телесериал, основанный на команде супергероев из комиксов, известной как Мстители (Marvel Comics). Премьера состоялась на Disney XD 26 мая 2013 года.
На момент 24 февраля 2019 года в эфир вышло 126 серий «Мстителей».
1 июня 2015 года сериал был продлён до третьего сезона под названием «Мстители: Революция Альтрона». Премьера состоялась на Disney XD 13 марта 2016 года. Впоследствии был продлен на четвёртый сезон под названием «Мстители: Секретные войны». Сериал был возобновлён для пятого и последнего сезона под названием «Мстители: Загадка Чёрной Пантеры».

## Сезон 1
| # | Название                                                      | Дата премьеры     |
| --- | ------------------------------------------------------------- | ----------------- |
| 01 | «The Avengers Protocol. Part 1» «Протокол Мстителей. Часть 1» | май 26, 2013      |
| Команда «Мстители» после распада снова объединяется, когда их давний враг — Красный Череп возвращается вместе с МОДОКОМ и похищает Капитана Америку. Введённые персонажи: Железный человек, Тор, Халк, Капитан Америка, Соколиный Глаз, Сокол, Чёрная вдова, Джарвис, Красный Череп, МОДОК, ГИДРА                                                    |                                                               |                   |
| 02 | «The Avengers Protocol. Part 2 Протокол Мстителей. Часть 2»   | май 26, 2013      |
| Товарищи по команде спасают Железного человека с базы Красного черепа в Антарктиде. Введённые персонажи: Джей Джона Джеймсон |                                                               |                   |
| 03 | «Ghost of a Chance Надежда призраков»                         | июль 7, 2013      |
| Неизвестная тёмная энергия расправляется с Мстителями, заменяя их своими фантомами. |                                                               |                   |
| 04 | «The Serpent of Doom Змей Дума»                               | июль 14, 2013     |
| Тролль Улик заполучил оружие Асгарда, чем ознаменовал начало легенды о смерти Тора. Введённые персонажи: Улик, Доктор Дум, Мидгардский змей |                                                               |                   |
| 05 | «Blood Feud Кровная месть»                                    | июль 21, 2013     |
| Дракула обратил в вампиршу Чёрную вдову и предложил обменять её на Капитана Америка. Введённые персонажи: Дракула |                                                               |                   |
| 06 | «Super Adaptoid Супер-Адаптоид»                               | июль 28, 2013     |
| Джастин Хаммер создал новую военную машину Супер Адаптоид, которая не так проста, как кажется... Введённые персонажи: Джастин Хаммер |                                                               |                   |
| 07 | «Hyperion Гиперион»                                           | август 4, 2013    |
| В Нью-Йорке внезапно появился очень сильный супергерой, именующий себя Гиперионом. Введённые персонажи: Гиперион, Крушитель |                                                               |                   |
| 08 | «Molecule Kid Малыш-Молекула»                                 | август 11, 2013   |
| Отдыхающего в Лунапарке Соколиного глаза, нашла Чёрная вдова, чтобы сообщить о появлении злодея по прозвищу Молекула. Но обнаруженный ими человек, оказался не Молекулой, а его сыном. К тому же за ним гонятся люди из А.И.М. Введённые персонажи: Малыш Молекула, Молекула, А.И.М., Ник Фьюри                                                      |                                                               |                   |
| 09 | «Depth Charge Глубинная бомба»                                | сентябрь 15, 2013 |
| Мстители защищали город от гигантского монстра, когда Халк почувствовал, что монстр напуган. Как оказалось, он убегал от нашествия атлантов... Введённые персонажи: Аттума, атланты |                                                               |                   |
| 10 | «Doomstroyer Думрушитель»                                     | сентябрь 22, 2013 |
| После исчезновения Дума Мстители отправились в Латверию, чтобы защитить его разработки от ГИДРЫ и A.I.M. Но там их уже ждал сам Доктор Дум в доспехах Разрушителя. Введённые персонажи: Разрушитель, Локи |                                                               |                   |
| 11 | «Hulked Out Heroes Халкнутые герои»                           | сентябрь 29, 2013 |
| Чёрная вдова и Ник Фьюри обсуждают план подчинения Халка, в то время, как на него планируется нападение... Введённые персонажи: Алые братья |                                                               |                   |
| 12 | «Avengers: Impossible Мстители: Это невозможно»               | октябрь 20, 2013  |
| Мстители поймали группу суперзлодеев "Крушители" и уже праздновали победу, когда злодеев внезапно освободил новый незнакомец. Введённые персонажи: Громобой, Бульдозер, Забивальщик, Невозможный человек, Читаури |                                                               |                   |
| 13 | «In Deep На глубине»                                          | ноябрь 17, 2013   |
| Во время очередной операции на Капитана Америка и Железного человека напали Костяной крест и Чёрная смерть. Бой закончился тем, что Тони Старк был взят в плен. Введённые персонажи: Кроссбоунс, мрачный жнец |                                                               |                   |
| 14 | «Hulk's Day Out Выпавший день Халка»                          | ноябрь 24, 2013   |
| В атмосферу Земли вошёл неизвестный огненный шар. Соколиный глаз отправился остановить его. В процессе выяснилось, что этот шар - Халк. Соколиный глаз остановил падение Халка, но появилась другая проблема - Халк потерял память. Введённые персонажи: Существо, Человек-паук, Глориан                                                             |                                                               |                   |
| 15 | «Planet Doom Планета Дума»                                    | декабрь 6, 2013   |
| Тор прибыл в Асгард и встретился с Одином, когда страж Хеймдалль сообщил, что Мидгард исчез из поля зрения. Тор отправился на Землю, но по прибытии он обнаружил, что планета захвачена Думом. Введённые персонажи: Хеймдалль, Вольштагг, Один, Защитники, Каратель                                                                                  |                                                               |                   |
| 16 | «Bring on the Bad Guys Натаскать негодяев»                    | февраль 16, 2014  |
| МОДОК взломал систему симуляции Тони Старка, и Железный Череп, проведя симуляцию, нашёл слабые места Мстителей, а также слабое место своей команды - отсутствие стратегии. |                                                               |                   |
| 17 | «Savages Дикари»                                              | март 2, 2014      |
| После тренировки Капитана Америка с новым оборудованием Железного человека, они поспорили, сможет ли Тони Старк прожить сутки без своих гаджетов. |                                                               |                   |
| 18 | «Mojo World Моджомир»                                         | март 9, 2014      |
| Соколиный глаз хотел выяснить отношения с Халком и разбил его любимую хрустальную фигурку. Халк чуть было не на шутку не разозлился, но тут появилась другая проблема... Введённые персонажи: Торго, Моджо |                                                               |                   |
| 19 | «The Ambassador Посол»                                        | март 23, 2014     |
| Виктор фон Дум решил выступить в ООН с просьбой о защите от "Клики" суперзлодеев. Но злодеи хотят ему помешать... |                                                               |                   |
| 20 | «All-Father's Day День Всеотца»                               | февраль 23, 2014  |
| Железный человек создал сверхпрочные оковы и решил проверить их на Халке и Торе. Но внезапно в особняк явился всеотец Один с требованием к Тору навсегда вернуться в Асгард. Введённые персонажи: Закс, Мангок |                                                               |                   |
| 21 | «By the Numbers И о цифрах»                                   | март 30, 2014     |
| Мстители проводили тренировку, в то время, как Тони Старк тестировал новую систему планирования боя. Вдруг им помешал Гиперион... |                                                               |                   |
| 22 | «Guardians and Space Knights Хранители и космические рыцари»  | апрель 6, 2014    |
| Когда Мстители возвращались из измерения Z, на Землю вновь пришёл Галактус. Железный человек решил пойти на жертву... Введённые персонажи: Галактус, Звёздный Лорд, Гамора, Дракс Разрушитель, Енот Ракета, Грут |                                                               |                   |
| 23 | «One Little Thing Малюсенькая штучка»                         | апрель 13, 2014   |
| Железный человек, Сокол и Человек-муравей занимались работой над частицами Пима, когда в особняк Мстителей приехала мама Сокола. Сокол сильно обеспокоен её визитом, в то время, как Халк нечаянно становится причиной нестабильности частиц... Введённые персонажи: Человек-муравей                                                                 |                                                               |                   |
| 24 | «Crime and Circuses Преступление и зрелище»                   | май 11, 2014      |
| На лабораторию Старка было совершено нападение неизвестными. Отправившиеся туда Сокол и Соколиный Глаз, обнаружили остальных членов Мстителей одетых в костюмы клоунов. Вероятно, они попали под чьё-то психологическое воздействие. Введённые персонажи: Рингмастер, Человек-Пушечное ядро, Братья Гамбонно, Бруто, Ловкий стрелок, Принцесса Питон |                                                               |                   |
| 25 | «Exodus Исход»                                                | май 18, 2014      |
| Поиски тессеракта привели Мстителей в заснеженную местность. Туда же выдвинулись злодеи из "Клики", которые искали редкий металл иридий. В результате ошибки Железного человека злодеи ускользнули с иридием, а Сокол был ранен. |                                                               |                   |
| 26 | «The Final Showdown Решающий поединок»                        | май 25, 2014      |
| Железный человек предложил бывшим членам "Клики" объединиться со Мстителями против Красного Черепа, захватившего тессеракт. Введённые персонажи: Танос |                                                               |                   |

## Сезон 2
| # | Название                                     | Дата премьеры     |
| --- | -------------------------------------------- | ----------------- |
| 1 (27) | «The Arsenal Арсенал»                        | сентябрь 28, 2014 |
| Тор и Халк бились с неизвестным монстром,Сокол и Кэп штурмовали базу ГИДРЫ, Соколиный глаз и Чёрная вдова сражались с людьми из A.I.M., Железный человек собирался заняться разработками своего отца, когда в атмосферу Земли вошёл вооружённый инопланетный космолёт. Старк собирает команду Мстители... Введённые персонажи: Арсенал                                         |                                              |                   |
| 2 (28) | «Thanos Rising Танос: восставший из мёртвых» | октябрь 5, 2014   |
| Арсенал и Железный человек прибыли на военную базу, на которой суперзлодей Чёрная смерть отправлял ракету на базу Мстителей. Тор был намерен направить ракету в космос, но она сдетонировала при изменении курса. Введённые персонажи: Наблюдатель Уату |                                              |                   |
| 3 (29) | «Valhalla Can Wait Вальгалла подождёт»       | октябрь 12, 2014  |
| В городе планируется ввести особый праздник — «День Мстителей». По этому поводу у команды берёт интервью репортёр из «Дэйли Бьюгл». Провокационными вопросами он ссорит Тора и Халка, которые устраивают драку на улицах города. Оказывается, что репортёром прикидывался Локи. Введённые персонажи: Хела                                                                      |                                              |                   |
| 4 (30) | «Ghosts of the Past Призраки былого»         | октябрь 26, 2014  |
| Капитан Америка и Сокол вдвоём штурмовали базу «Гидры». В момент нештатной ситуации Кэп начал обезвреживать бомбу, в то время, как враги сорвали с Сокола летательный аппарат и выбросили его с обрыва. Введённые персонажи: Зимний солдат |                                              |                   |
| 5 (31) | «Beneath the Surface Если копнуть поглубже»  | ноябрь 2, 2014    |
| Соколиный глаз присоединился к Чёрной вдове, которая вычисляла шпионов ГИДРЫ. Выйдя на непохожих с виду на шпионов туристов, Вдова и Хоукай вынудили их раскрыться. Ими оказались роботы-шпионы. Введённые персонажи: Леди Зартра, Гиганто |                                              |                   |
| 6 (32) | «Nighthawk Ночной ястреб»                    | ноябрь 9, 2014    |
| Мстители явились к Нику Фьюри на Геликарриер, чтобы отследить Камни Бесконечности. Глава отдела межзвёздных расследований ЩИТа Кайл Ричмонд решил завербовать Сокола в свою новую команду. Внезапно Геликарриер стал падать на Чикаго. Введённые персонажи: Ночной ястреб, Суртур                                                                                              |                                              |                   |
| 7 (33) | «The Age of Tony Stark Век Тони Старка»      | ноябрь 16, 2014   |
| С помощью Красного Черепа Железный Человек расшифровал виды Камней бесконечности. Мстители нашли Камень Времени, но он соединился с реактором в груди Тони Старка и стал вызывать колебания во времени. |                                              |                   |
| 8 (34) | «Head to Head Не в своей шкуре»              | январь 25, 2015   |
| Команда Мстители обезвредила отряд A.I.M, везший опасную ракету, но вдруг на них напали люди ЩИТа. |                                              |                   |
| 9 (35) | «The Dark Avengers Тёмные Мстители»          | февраль 1, 2015   |
| Команда супергероев Верховный Эскадрон была атакована злодеем Тони Старком... Введённые персонажи: Зарда, Спектр, Демон скорости, Тёмные Мстители |                                              |                   |
| 10 (36) | «Back to the Learning Hall Назад, за парту»  | февраль 8, 2015   |
| Соколу поручили стирку, Тони Старк занялся восстановлением Арсенала. Тор, Халк и Соколиный глаз собрались на Игры выпускников школы Асгарда, внезапно активизировавшийся Камень Пространства перенёс их не в Асгард, а в царство Суртура. |                                              |                   |
| 11 (37) | «Downgraded По старинке»                     | февраль 15, 2015  |
| Команда суперзлодеев Крушители добрались до вооружения A.I.M. Мстители хотели помешать им, но лидер команды Крушитель успел завладеть одним из видов оружия. Тем временем Сокол и Соколиный глаз случайно попадают в Ванахейм. |                                              |                   |
| 12 (38) | «Widow's Run Ход Вдовы»                      | февраль 22, 2015  |
| Тони Старк в грубой форме отказал Стражам Галактики в передаче им Камней Бесконечности. По неизвестной причине Чёрная вдова решила их выкрасть. Введённые персонажи: Доктор Стрэндж, Дормамму |                                              |                   |
| 13 (39) | «Thanos Triumphant Танос Триумфатор»         | март 1, 2015      |
| Танос захватил все Камни Бесконечности и собрался уничтожить Землю. Мстители отправились в космос, чтобы с ним сразиться. Введённые персонажи: Альтрон |                                              |                   |
| 14 (40) | «Crack in the System Брешь в системе»        | апрель 12, 2015   |
| Мстители устроили пикник на крыше башни, Кэп обеспокоен поисками Альтрона, но Тони Старк заверил его, что всё под контролем. Вдруг весёлую вечеринку сорвал внезапно появившийся огромный робот. |                                              |                   |
| 15 (41) | «Avengers Disassembled Роспуск Мстителей»    | апрель 19, 2015   |
| Супер Адаптоид напал на склад Roxxon, но ему помешали Мстители. Уход Капитана Америка сильно ослабил команду, но Тони Старк вызвал на помощь Человека-паука. |                                              |                   |
| 16 (42) | «Small Time Heroes Невеликие герои»          | апрель 26, 2015   |
| Распад команды и уничтожение технологий Старка сильно потрепали Мстителей. Тони предложил сразиться с Поглотителем, напавшим на грузовик ЩИТа, для поднятия боевого духа. Оставшиеся Мстители - Железный Человек, Тор и Соколиный глаз легко расправились с Поглотителем, но у него появилась помощница - его возлюбленная Титания. Введённые персонажи: Поглотитель, Титания. |                                              |                   |
| 17 (43) | «Secret Avengers Секретные мстители»         | апрель 28, 2015   |
| Сокол, Кэп и Чёрная вдова участвовали в операции ЩИТа по освобождению заложника на базе ГИДРЫ. Добравшись до цели, они поняли, что попали в засаду. Введённые персонажи: Зимняя Гвардия, Красное Динамо, Красный Страж, Тёмная Звезда, Большая Медведица, Хлыст, Радиоактивный человек                                                                                         |                                              |                   |
| 18 (44) | «The Ultron Outbreak Демарш Альтрона»        | май 10, 2015      |
| Команда Тони Старка занималась поисками Арсенала. По приказу Ника Фьюри команда Кэпа отправилась задержать их. Пока команды были увлечены словесной перепалкой, Альтрон атаковал Сокола, поглотив его тело. |                                              |                   |
| 19 (45) | «The New Guy Новенький»                      | май 17, 2015      |
| Мстители вновь объединились. Новый член команды - Человек-муравей старается влиться в коллектив. Первой его миссией стало обезвреживание огромного монстра Фин Фан Фума, с которой он блестяще справился. Но Соколиному глазу он явно не по душе. Введённые персонажи: Фин Фан Фум                                                                                             |                                              |                   |
| 20 (46) | «Terminal Velocity Равновесная скорость»     | июль 5, 2015      |
| Тор и Халк отправились на орбиту, чтобы доставить спутник Старка в башню Мстителей. Железный человек и Человек-муравей обеспечили им мягкую посадку. Вдруг Скотт Лэнг обнаружил в спутнике бомбу Ночного Ястреба, увезти которую вызвался Старк. Но Гиперион намерен помешать ему...                                                                                           |                                              |                   |
| 21 (47) | «Spectrums Спектрум»                         | июль 12, 2015     |
| Человек-муравей пришёл к злодею по кличке Вихрь, чтобы забрать оборудование, проданное им ранее. Вихрь оказал сопротивление, но Соколиный глаз и Чёрная вдова помогли Скотту. Следующим в списке Человека-муравья оказался Доктор Спектр. Введённые персонажи: Вихрь |                                              |                   |
| 22 (48) | «Midgard Crisis Мидгардский кризис»          | июль 19, 2015     |
| Мстители тщетно пытались остановить мутировавших зверей из зоопарка, когда неожиданно появилась Зарда. |                                              |                   |
| 23 (49) | «Avengers' Last Stand Последний рубеж»       | июль 26, 2015     |
| Капитан Америка и Железный человек отправились в затопленную цитадель Верховного Эскадрона, но под водой они попали в ловушку. Вскоре к наблюдавшим за ними из квинджета членам команды прибыл Верховный Эскадрон в полном составе. С собой у них были щит Кэпа и маску Железного человека... Введённые персонажи: Нюк                                                         |                                              |                   |
| 24 (50) | «Avengers Underground В подполье»            | август 2, 2015    |
| Верховный Эскадрон установил власть над миром. Были арестованы все супергерои и суперзлодеи: Красный халк, Доктор Стрэндж, Человек-паук и другие. Мстители в подполье решили совершить диверсию. Введённые персонажи: Красный халк |                                              |                   |
| 25 (51) | «New Frontiers Новые рубежи»                 | сентябрь 13, 2015 |
| Тёмные союзники Таноса освободили его из заключения. Мстители запустили новую систему С.А.Д. для связи с другими планетами. Неожиданно через портал к орбите Земли приблизился инопланетный корабль. Кажется, Мстителей ждут новые рубежи... Введённые персонажи: Чёрный орден, Корвус Глейв, Черный Дворф, Эбонитовая Пасть, Проксима Миднайт, Супергигант                    |                                              |                   |
| 26 (52) | «Avengers Worlds Мир Мстителей»              | сентябрь 20, 2015 |
| Возвращаясь на Землю, Мстители не нашли планету на её месте. Оказалось, Человек-муравей уменьшил Землю с помощью частиц Пима, чтобы скрыть её от Таноса. Но Танос прибыл на Луну, чтобы уничтожить Землю во что бы то ни стало. |                                              |                   |

## Сезон 3:Революция Альтрона
| # | Название | Дата премьеры                   |
| --- | --- | ------------------------------- |
| 1 (53) | «Adapting to Change» «Адаптация» | март 13, 2016                   |
| Мстители снова объединяются, чтобы победить новую команду молодых суперзлодеев «Повелители Зла». После легкой победы, Тони замечает, что они начали редко видеться, но снова распускает команду по своим делам. Чёрная Вдова уводит Кэпа и Сокола на секретную миссию в АИМ. Там они сталкиваются с также внедрившимися в организацию Соколиным Глазом, Тором, Старком и Халком в образе Брюса Бэннера. Всех агентов созывает новый глава организации Верховный Учёный и показывает новых усовершенствованных Супер-Адаптоидов. Завязывается бой, и Кэп замечает, что Мстители разлажены. В конце концов, Верховный Учёный и все Адаптоиды сливаются в одного Супер-Адаптоида но Мстители и его побеждают. Тут начинает рушиться здание, Сокол поддерживает здание подпорками из частей Адаптоида - жидким металлом. Вдруг из-под руин вылезает Альтрон и провозглашает начало Революции Альтрона. Введённые персонажи: Повелители Зла, Голиаф, Мими, Жук, Верховный Учёный. | |                                 |
| 2 (54) | «The Ultimates» «Альтроиды» | март 20, 2016                   |
| Мстители пытаются остановить Альтрона, но он выводит всю их технику из строя. Железному Человеку удаётся починить технику, и Соколиный Глаз вырубил Альтрона, но ненадолго - Альтрон уходит. Тони взрывает свою броню прямо на андроиде, Мстители уходят. Прошла неделя. Старк ищет Альтрона, но безрезультатно. Мстители выходят из башни и занимаются своими делами, когда Альтрон создает двойников героев и атакует всех героев по отдельности. (Сокол против Сокола, Кэп против Кэпа). Железного Человека в башне атакует его собственная броня, собранная из разных частей разных костюмов. Чтобы не подвергать прохожих опасности, герои возвращаются в башню. Альтроиды сражаются с Мстителями. С помощью своей человечности и непредсказуемости они побеждают свои робото-копии. Альтроиды объединяются в одного робота, однако он не смог долго продержаться. Альтрон сканирует часть жителей Нью-Йорка, собираясь заменить дубликатами всех людей на планете. Альтрон твердит о несовершенстве людей, снова проигрывает и уходит восвояси. | |                                 |
| 3 (55) | «Saving Captain Rogers» «Спасти капитана Роджерса» | март 27, 2016                   |
| Тони и Вдова ищут Кэпа, но его в Башне не оказывается. Вдруг Капитан оказывается в 1944 году во время боя. Ему и Баки противостоят Барон Земо и нацисты. Вдвоём они пытается схватить ученого, но тот сбегает. Баки и Стив вторгаются в Замок Земо. В это время Железный Человек и Чёрная Вдова находят Замок в настоящее время. У Роджерса стойкое ощущение дежавю, как будто в прошлом. Оказывается, что с помощью специальной машины Земо в нашем времени контролирует сознание Кэпа. Вдова и Тони встречают Гельмута Земо и он вводит недоделанную сыворотку суперсолдата своим агентам ГИДРЫ. Капитана все ещё контролируют. Роджерс открывает путь в лабораторию и Гельмут вводит себе сыворотку отца, становясь суперсолдатом. Земо атакует героев. Капитан выходит из-под гипноза и побеждает Земо. Барон падает с обрыва и исчезает в море. Введенные персонажи: Барон Земо | |                                 |
| 4 (56) | «Under Siege» «В осаде» | апрель 3, 2016                  |
| Повелители Зла атакуют секретную лабораторию Старка. После поражения их вдруг телепортирует к себе Барон Земо. Мстители отследили сигнал до Бразилии и отправились туда, но Соколиный Глаз остался. На месте в Бразилии герои обнаруживают послание от Земо, а в это время Повелители Зла вторгаются в Башню Мстителей. Лучнику удаётся сбежать и скрыться в самой Башне. Но не долго - его удаётся повязать. Повелители Зла устраивают погром в Башне. Опять недолго - Бартону удаётся снова сбежать. Он держится до прихода Мстителей, но героев задерживают снаружи, заблокировав проход. Мстители проникают внутрь, их разделяют и им приходятся сражаться с оборудованием Башни. Повелители атакуют Тора, но громовержец выпускает остальных Мстителей. Тор замечает, что силы злодеев прокачали. В это время Соколиный Глаз встречается с Бароном Земо на ринге. Мстители снова разбивают Повелителей, но на этот раз не так легко. Барон Земо телепортируется, перед этим выкрав старую разработку Старка. Введенные персонажи: Лунный Камень, Фиксер. | |                                 |
| 5 (57) | «The Thunderbolts» «Громовержцы» | апрель 10, 2016                 |
| Мстители сражаются с непонятным злодеем, как на помощь им приходят странные герои, именующие себя Громовержцами - Гражданин П, Певчая Птица, Атлас, Мак IV, Техно и Метеорит. Пока Мстители держат здание, Громовержцы дерутся с Растущим. Вместе обе команды побеждают злодея. Громовержцы становятся популярной командой. Подозревая их, Железный Человек начинает их поиск. К нему присоединяется Сокол и они вламываются в штаб новых героев. Громовержцы находят их, завязывается перепалка, а потом и драка. Старк думает, что это Громовержцы украли его разработки, но оказывается, что это Джастин Хаммер. Джастин закидывает к ним мощную бомбу, герои объединяются и обезвреживают заряд. Тони и Сокол вернулись в Башню. Мстители начинают поиск Хаммера и опять сталкиваются с Громовержцами. Во всех трёх точках героев атакуют челодроиды. Все три места оказываются фабриками по массовому производству дроидов. Но тут Хаммер взорвал все три завода. Сбежав, Мстители и Громовержцы объединяются и находят убежище Хаммера. Против них выходит МегаЧелодроид. Дроида разрушают и Хаммера удаётся повязать. Введённые персонажи: Громовержцы, Гражданин П, Певчая Птица, Атлас, Техно, Мак IV, Метеорит | |                                 |
| 6 (58) | «Thunderbolts Revealed» «Разоблачение Громовержцев» | апрель 17, 2016                 |
| Капитан Америка и Соколиный Глаз сражаются с Кло. Опять вмешиваются Громовержцы. Кло побеждает и сбегает, как вдруг Гражданин П предлагает преступнику помощь. Он вырубает Кло и ставит на него и на ящик с вибраниумом странные диски. Кло оказывается в заточении в башне. Вдруг ящик с вибраниумом взрывается и притягивается к Кло. Преступник оказывается в вибраниумной броне. Также от ударов он увеличивается в размерах. В ходе закипевшего сражения Громовержцы опять приходят на помощь. Метеорит изнутри разрывает Кло и он исчезает. Соколиный Глаз подозревает, что с новыми героями дело нечисто. На своей базе Гражданин П/Земо раскрывает секрет: оказывается, что под личиной Громовержцев скрывались Повелители Зла (Певчая Птица — Мими, Атлас — Голиаф, Мак IV — Жук, Метеор — Лунный Камень и Техно — Фиксер). Но Кричащая Мими не хочет устранять Мстителей - в отличие от других Повелителей, Земо говорит, что «выбора у них нет». За ними шпионил Соколиный Глаз, и Бартон созывает Мстителей. Развязывается бой. Мими колеблется, она видит, что Мстители - герои, в отличие от Земо и Повелителей Зла. Громовержцы переходят на Светлую Сторону и все атакуют Барона Земо. Земо впитал частицы Кло и атакует героев и исправившихся злодеев ультразвуком. Однако Кэпу и Птице удаётся разрушить его устройства. В это время «Гражданин П» заявляет, что Мстители и Громовержцы погибли. Но герои тут как тут и снова побеждают ещё и неосязаемого гигантского двойника Кло, выпущенного Земо. Сам Барон скрылся. | |                                 |
| 7 (59) | «Into The Dark Dimension» «В тёмное измерение» | апрель 24, 2016                 |
| Хеллоуин. Вдруг открывается портал и к Мстителям «вторгается» Доктор Стрэндж и просит помощи. Дормамму без остановки насылает на город орды Безмозглых, причём атаки все интенсивнее. Мстители (Железный Человек, Халк и Тор) сражаются против них и Летучих Демонов. Доктор Стрэндж закрывает один из порталов, но не может долго сдерживать натиск темных сил. Новый портал - Новое сражение. С помощью науки Железный Человек помог закрыть ещё один портал. Монстры опять атакуют Старк Индатрис и собираются украсть гигантский реактор. Энергии Железного Человека тоже не хватает. В конце концов появляется сам Дормамму. Он похищает Глаз Агамото у Доктора Стрэнджа. Мстители решаются проникнуть в Темное Измерение, что вернуть его. Мстители ищут Замок Дормамму. Стрэнджа забирает Летучий Демон, и им приходится вызволять ещё и его. По пути им противостоят Псы Дормамму. Мстители врываются в Замок. С Глазом Агамото огненный демон стал практически непобедим. Но Мстители отвлекли Дормамму, и Доктор сумел освободиться и ввязаться в бой. Объединив силы, Старк и Стрэндж побеждают Дормамму и отнимают у него Глаз Агамото. | |                                 |
| 8 (60) | «Dehulked» «Дехалкация» | май 1, 2016                     |
| Железный Человек защищает свой завод от техно-грабителей «Сталь-Корпус». Когда он почти проиграл, ему на помощь пришёл Халк. Но «Сталь-Корпус» выстрелами превратил Халка в Брюса Бэннера, который больше не может превращаться обратно в Халка. | |                                 |
| 9 (61) | «Inhumans Among Us» «Сверхлюди среди нас» | июль 24, 2016                   |
| Мстители (Железный Человек, Капитан Америка, Сокол, Халк и вернувшийся из Асгарда Тор) прибыли на сигнал о помощи в город, который накрыт странным туманом. После исчезновения тумана на Мстителей напали мутировавшие люди, которых остановили прилетевшие Сверхлюди (Нелюди). Чтобы помочь, Халк вместе с Локджо отправился на Аттилан, а между оставшимися Мстителями и Сверхлюдьми возникла драка. Введённые персонажи: Нелюди, Горгон, Карнак, Локджо, Медуза, Черный Гром, Искатель, Инферно. | |                                 |
| 10 (62) | «The Inhuman Condition» «Нечеловеческая сила» | июль 31, 2016                   |
| К Мстителям попадает Локджо и телепортирует их на Аттилан. На них тут же нападают полчища роботов-пауков, а потом и их предводитель – Альтрон. | |                                 |
| 11 (63) | «The Kids Are Alright» «Юные дарования» | август 7, 2016                  |
| Тони и Капитан обследуют коконы с новыми Сверхлюдьми, когда на город нападает Альтроид. На помощь им приходят новые герои – Инферно и Мисс Марвел. В благодарность, Капитан Америка устраивает им экскурсию по башне Мстителей. На которую уже нацелился Призрак. Введённые персонажи: Мисс Марвел, Призрак | |                                 |
| 12 (64)13 (65) | «The Conqueror» «Завоеватель» «Into the Future» «В будущее» | август 14, 2016 август 21, 2016 |
| В башне Мстителей устраивается пресс-конференция. В это время на Мстителей нападает Хлыст, использующий обновленное оружие. Такое же новое оружие Мстители обнаруживают на базе A.I.M., а также портал… ведущий в будущее. Введённые персонажи: Канг Завоеватель, Хлыст. Канг Завоеватель перенес Мстителей (кроме Тора) в будущее. Канг взламывает броню Тони, заставляя его нападать на остальных Мстителей. После этого их находят повстанцы во главе с постаревшим Тором, а потом и Канг. Пока остальные Мстители разбираются с роботами, Капитан и Канг попадают вначале во Вторую Мировую войну, а потом в Юрский период, где Кэп и оставляет Канга. | |                                 |
| 14 (66) | «Seeing Double» «Раздвоение» | август 28, 2016                 |
| Во время прогулки Наташи и Халка, последнего похищает женщина похожая на Наташу, ей оказывается Елена Белова, новая Чёрная вдова, работающая на барона Штрукера.Барон похищает Халка, чтобы сделать из него Зимнего Солдата... | |                                 |
| 15 (67) | «A Friend in Need» «Надёжный друг» | сентябрь 11, 2016               |
| Мстители сражаются с Кобальтовым человек, в этом им помогает Вижн и они побеждают его. Вижн пытается понять что такое дружба и в этом ему помогает Тор, вместе они отправляются в Асгард. В Асгарде через Вижна, Альтрон вселяется в Разрушителя и отравляется на Землю. Мстители начинают сражаться с ним, Вижн же вселяется в Разрушителя и отправляет его на дно океана.В конце серии Альтрон сбегает через подводные трубы. Введённые персонажи: Кобальтовый человек, Вижн | |                                 |
| 16 (68) | «Captain Marvel» «Капитан Марвел» | сентябрь 18, 2016               |
| Тони Старк вызывает подмогу в лице Капитана Марвел, но на них неожиданно нападают дроны Крии.Капитан Америка,Сокол и Тор помогают Капитан Марвел в нахождении Крии, но попадают в засаду космолета, который отправляет их в космос.В космолёте они находят нелюдей в капсулах, которых похищают Крии.Так они сражаются с Крии, на Землю они направляют 4 ракеты в которых смертоносный яд , остальные Мстители останавливают их.Мстители спасают нелюдей и дают удостоверение мстителя Капитан Марвел. Введённые персонажи: Капитан Марвел, Гален-Кор | |                                 |
| 17 (69) | «Panther's Rage» «Ярость Пантеры» | сентябрь 25, 2016               |
| Мстители охраняют зал Ассамблеи и во время выступления короля Т’Чалы на Ассемблею нападает Череп-и-Кости.Капитан Америка сражается с ним, к нему на помощь приходит Чёрная Пантера и похищает щит Капитана,сбегая в Ваканду.Мстители отправляют в Ваканду чтобы вернуть щит.Чёрная Пантера рассказывает, что кто-то занимается кражей вибраниума в Ваканде, поэтому чтобы выманить злоумышленников он украл щит, как приманку.Вором оказывается Кло.Именно он стоял за нападением на Ассамблею.Кло сбегает, Мстители вместе с Чёрным Пантерой отправляются за ним.Они находят Кло в броне из вибраниума и побеждают его.Чёрная Пантера отдаёт щит в руки Капитана. Введённые персонажи: Чёрная Пантера, Череп-и-Кости, Кло | |                                 |
| 18 (70) | «Ant-Man Makes It Big» «Слишком большой Человек-Муравей» | октябрь 2, 2016                 |
| Тор,Соколиный глаз и Чёрная вдова сражаются с роботами.Роботы принадлежат Marvelous Studios.Именно там работает Человек-муравей консультантом, а также играет главную роль в фильме с пародией на мстителей в главной роли.Вместе с муравьем они пытаются понять кто стоит за роботами, как на них неожиданно нападают роботы и узнают что за этим #REDIRECTЭлайас Старр Яйцеголовый , человек отвечающий за реквизиты в фильме, но уволенный за самомнение и гонор.Элайас в огромном роботе атакует студию, но мстители останавливают его. Введённые персонажи: Элайас Старр | |                                 |
| 19 (71) | «The House of Zemo» «Дом Земо» | октябрь 9, 2016                 |
| Капитан Америка пытается нарисовать портрет своего отца, но не может вспомнить лицо, а последнюю фотографию он потерял во время налёта на учебку.Капитан решает прогуляться и попадает на склад где встречает барона Гельмута ЗемоГельмут Земо с порталом через который он возвращает своего отца Генриха ЗемоГенрих Земо.Между ними происходит сражение, но на помощь Капитану приходят Мстители.Генрих отправляет сквозь портал Чёрную вдову, Сокола и Соколиного глаза в прошлое, 14 июня 1943 года.Они отправляются на военную базу, чтобы дать сигнал для своих в настоящем и встречают Стива Роджерса до получения сыворотки суперсолдата.В настоящем происходит сражение с двумя Земо, ЖелезныцЖелезный человек пытается вернуть своих, но Генрих мешает ему и вызывает из 2099 года своего потомка.Во время сражения на Гельмута Земо падает часть здания и он застревает, он просит отца помочь, но тот бросает его.В прошлом молодой Стив решает что троица Мстителей шпионы, но Соколиный глаз говорит, что они от Старка.В настоящем Капитан спасает Гельмута и говорит, что его отец чудовище.Гельмут отправляет своего отца в прошлое, остальных мстителей они возвращают в настоящее благодаря маяку Сокола.Они возвращаются в башню Старка и празднуют день рождения Капитана, а Соколиный глаз дарит ту самую фоотографию, которую молодой Стив потерял в учебке. | |                                 |
| 20 (72) | «U-Foes» «Гамма-недруги» | ноябрь 6, 2016                  |
| Четверо людей на корабле из Земли отправляются в Космос.В то же время Мстители в башне играют в карты, но включается тревога, они решают что это враг, но им оказывается Труман Марш, новый босс Мстителей.Халк в это время разминается рядом с Виста Верде, как на город летит корабль, Халк останавливает его.Из корабля выходят те четверо людей, которые получили новые сверхспособности.Они называют себя Уфошники и побеждают Халка.Труман Марш говорит Мстителям, что более они не смогут действовать самолично и отправляет их на задание с Гидрой.В их штабе появляются Уфошники и говорят, что теперь они являются главами Гидры.Начинается сражение с Мстителями, к ним на помощь приходит Халк.Они решают взорвать базу, но Халк их спасает.Они находят Уфошников в старой базе ЩИТа.Начинается сражение между ними, но они находят Хэликэрриер, который Гидра пытается похитить.Они похищают Хэрикэрриер, но Мстители побеждают их.Труман во всем винит Халка и выгоняет его из Мстителей. Введённые персонажи: Труман Марш, Уфошники: Вектор, Пар, Панцырь, Рентген | |                                 |
| 21 (73)22 (74) | «Building the Perfect Weapon» «Идеальное оружие» «World War Hulk» «Мировая война Халка» | ноябрь 13, 2016 ноябрь 20, 2016 |
| Появляется портал посреди города из которого вылезли тролли, команда Мстителей сражается с ними, но Красный Халк оставляет лишь разрухи посреди города.В это время на Халка поставили ошейник, который не даёт ему использовать силы.Он сбегает прочь, пока Мстители идут на базу А.И.М. и находят Лидера, который крадет их технологии и сбегает.Пока Мстители сражаются с роботами Лидера, Красный Халк преследует Лидера.Лидер готовит гамма-бомбу для Красного Халка, которая взрывается и делает Красного Халка ещё более сильным.В конце серии мы видим сломанный ошейник Халка. Введённые персонажи: ЛидерЛидер (Marvel Comics) Мстители пытаются противостоять усиленному Красному Халку, но все безуспешно.В это время к Халку является Беннер, который пытается вернуть ему веру в себя.Тони готовит для всех членов Халкбастер, кроме Тора.Халк встречается с Труман Маршом в башне и говорит о текущей ситуации и Халк направляется к Мстителям.Разворачивается серьезный бой, но Халк проигрывает.Тони Старк готовит для Халка гамма-усилитель чтобы быть таким же сильным как Красный Халк.Поглотив всю энергию он направляется к Красному Халку и поглощает его гамма-энергию.Выпустив всю энергию, он возвращается в прежнюю форму.Красного Халка отправляет на реабилитацию, а Труману Маршу ничего не остаётся кроме как согласиться оставить Халка в Мстителях. | |                                 |
| 23 (75)24 (76)25 (77)26 (78) | «Гражданская Война. Часть первая: Падение Аттилана» «Гражданская Война. Часть вторая: Могучие Мстители» «Гражданская Война. Часть третья: Барабаны Войны» «Гражданская Война. Часть четвертая: Революция Мстителей» «Civil War, Part 1: The Fall of Attilan» «Civil War, Part 2: The Mighty Avengers» «Civil War, Part 3: The Drums of War» «Civil War, Part 4: Avengers Revolution'» | январь 28, 2017                 |
| Мстители захватили Максимуса и отправляют его в Аттилан.Они видят изменения всего города, но Инферно выходит из себя и сжигает все вокруг.Максимус закрывает город.Мстителям удаётся сбежать, а Инферно решает сдаться властям.Чёрный гром решает согласиться на регистрационный учёт.Мстители становятся теми, кто отвечают за регистрацию. Мстители не согласны с директивой Трумана Марша и распускают Мстителей.Труман Марш ищет им замену и создаёт новых Мстителей из Капитан Марвел,Вижн,Человек-муравей,Чёрная Пантера, Певчая птица,Мисс Марвел и Красного Халка.Они идут на поиски нелюдей и находят их, но Мстители встают на их пути.Начинается бой , в котором Капитан Америка получает серьезное ранение, Мстителей повязали и отправили в тюрьму. Вдова вместе с союзниками в лице Чёрного Грома и Медузы вызволяют Мстителей.Но неожиданно все нелюди начинают сходить с ума и уничтожать все вокруг.Это связано с регистрационными дисками вживлёнными им в мозг.Все это дело рук Трумана Марша, а за его личиной скрывался Альтрон. Мстители начинают сражение с армией роботов Альтрона и нелюдями, но бой затягивается и Железный человек решает отправиться к Доктору Стренджу, чтобы разработать план.Пока остальные сражаются , Железный человек , Сокол и Человек-Муравей находят способ избавиться от регистрационных дисков нелюдей.Альтрон вселяется в робота из Ваканды и начинает сражение с Мстителями.Альтрон вселяется в Железного Человека, но тут появляется Доктор Стрендж, который говорит что создал мир, где технологии неэффективны , поэтому они отправляют туда Железного Человека, прощаются с ним и покидают его. | |                                 |

## Сезон 4:Секретные войны
| #              | Название                                                       | Дата премьеры   |
| -------------- | -------------------------------------------------------------- | --------------- |
| 1 (79)2 (80)   | «Мстителей больше нет» «Avengers No More»                      | 17 июня 2017    |
| 3 (81)         | «Пробуждение спящего» «The Sleeper Awakens»                    | 26 Августа 2017 |
| 4 (82)         | «Побег» «Prison Break»                                         | 26 Августа 2017 |
| 5 (83)         | «Невероятный Геркулес» «The Incredible Herc»                   | 26 Августа 2017 |
| 6 (84)         | «Покажи, на что способен» «Show Your Work»                     | 26 Августа 2017 |
| 7 (85)         | «Кеды» «Sneakers»                                              | 26 Августа 2017 |
| 8 (86)         | «Почему я ненавижу Хэллоуин» «Why I Hate Halloween»            | 8 Октября 2017  |
| 9 (87)         | «В будущее и обратно» «The Once and Future»                    | 15 Октября 2017 |
| 10 (88)        | «Измерение Z» «Dimension Z»                                    | 15 Октября 2017 |
| 11 (89)        | «Самая опасная охота» «The Most Dangerous Hunt»                | 22 Октября 2017 |
| 12 (90)        | «Под заклятием Чародейки» «Under the Spell of the Enchantress» | 22 Октября 2017 |
| 13 (91)        | «Возвращение» «The Return»                                     | 22 Октября 2017 |
| 14 (92)        | «Новогодняя резолюция» «'New Year's Resolution'»               | 3 Декабря 2017  |
| 15 (93)16 (94) | «Глаз Агаматто» «The Eye of Agamotto»                          | 7 Января 2018   |
| 17 (95)        | «За гранью» «Beyond»                                           | 14 Января 2018  |
| 18 (96)        | «Преисподняя» «Underworld»                                     | 14 Января 2018  |
| 19 (97)        | «Бессмертное оружие» «The Immortal Weapon»                     | 14 Января 2018  |
| 20 (98)        | «Берег из вибраниума» «The Vibranium Coast»                    | 14 Января 2018  |
| 21 (99)        | «Странный мир» «Weirdworld»                                    | 4 Марта 2018    |
| 22 (100)       | «Западная страна» «Westland»                                   | 4 Марта 2018    |
| 23 (101)       | «Цитадель» «The Citadel»                                       | 11 Марта 2018   |
| 24 (102)       | «Пустошь» «The Wastelands»                                     | 11 Марта 2018   |
| 25 (103)       | «Все должно закончиться» «All Things Must End»                 | 11 Марта 2018   |

## Сезон 5:Загадка Чёрной Пантеры
| #                | Название                                       | Дата премьеры    |
| ---------------- | ---------------------------------------------- | ---------------- |
| 1 (104)2 (105)   | «Тень Атлантиды» «Shadow of Atlantis»          | 23 сентября 2018 |
| 3 (106)          | «В глубине» «Into the Deep»                    | 30 сентября 2018 |
| 4 (107)          | «Пантера и Волк» «The Panther and the Wolf»    | 7 октября 2018   |
| 5 (108)          | «Санкция Земо» «The Zemo Sanction»             | 14 октября 2018  |
| 6 (109)          | «Туманы Аттилана» «Mists of Attilan»           | 21 октября 2018  |
| 7 (110)          | «Король Т’Чалла» «'T'Challa Royale'»           | 28 октября 2018  |
| 8 (111)          | «Крылья ночи» «The Night has Wings»            | 4 ноября 2018    |
| 9 (112)          | «Маска Пантеры» «Mask of the Panther»          | 11 ноября 2018   |
| 10 (113)         | «Хороший сын» «The Good Son»                   | 18 ноября 2018   |
| 11 (114)         | «Потерянный храм» «The Lost Temple»            | 25 ноября 2018   |
| 12 (115)         | «Нисхождение тени» «Descent of the Shadow»     | 2 декабря 2018   |
| 13 (116)         | «Последний Мститель» «The Last Avenger»        | 2 декабря 2018   |
| 14 (117)15 (118) | «Вибраниумный занавес» «The Vibranium Curtain» | 6 января 2019    |
| 16 (119)         | «Т’Чанда» «'T'Chanda'»                         | 13 января 2019   |
| 17 (120)         | «Йеманди» «Yemandi»                            | 20 января 2019   |
| 18 (121)         | «Башенга» «Bashenga»                           | 27 января 2019   |
| 19 (122)20 (123) | «Король-взломщик» «King Breaker»               | 10 февраля 2019  |
| 21 (124)         | «Новый враг» «Widowmaker»                      | 17 февраля 2019  |
| 22 (125)         | «Атланты объявляют войну» «Atlantis Attacks»   | 24 февраля 2019  |
| 23 (126)         | «Дом М» «House of M»                           | 24 февраля 2019  |